# 財團法人
財團法人是由財產作為法人基礎而成立的集合體（corporation），相對於社團法人是以社員作為法人基礎而成立。財團法人要由捐助者提供一定數額的基金（fund），並經一定的法定程序方能成立，是具有法人資格的非營利法人團體。由於財團法人是以財產作為法人資格條件而成立的團體，故稱之為財團法人。財團法人通常以基金會（英語：Foundation）作為名號，以慈善活動、公益事業等為目的而設立。財團法人除了一般的基金會之外，另有宗教財團法人與其他特殊法人。特殊法人係指私立醫院、私立學校，以及政府因特殊目的而設立的財團法人。

## 各國之規定

### 中華民國（臺灣）
中華民國依據2018年立法院通過的《財團法人法》（英語：Foundations Act），視創立基金中的政府預算比例，區分為「民間捐助財團法人」（民間財團法人）及「政府捐助財團法人」（公設財團法人）。公設財團法人是由政府捐助而成立的財團法人，用於協助行政部門執行公共政策、推動公共任務，不過性質上仍屬適用民法與相關法律的「私法人」。根據2017年的資料，「政府捐助財團法人」估計有122家，此外「政府有捐助、但未達5成比例的財團法人」有43家，共計165家。在《財團法人法》立法前，「政府捐助財團法人」的監督事項是由國發會負責，由各部會就各自業務而訂定的《財團法人設立許可及監督要點》進行審查。
根據臺灣法規，財團法人之成立，必須以公益為目的，以董事會為其執行機關。一般認為財團法人仍能從事某種程度的收益事業，或從事附帶的營利事業，但其收益必須使用於公益目的。若將收益分配於組成成員，則違反其作為公益法人之性質。財團法人之設立採「許可主義」，即成立前須經主管機關之許可。在名稱上必須明示其為某某財團法人，以及其性質，如「輔仁大學學校財團法人」；若所捐助之財產純粹為金錢，則可冠以「某某基金會」之名稱，如「洪建全教育文化基金會」。
在臺灣要成立財團法人需要捐助一定財產的金額。以文化藝術類財團法人為例，全國性團體應達3,000萬元，縣市團體視各縣市規定應達200萬至1,000萬元以上，通常是以「基金會」為名號，適用的法律是《財團法人法》。宗教財團法人依據內政部和各地方政府的《宗教財團法人設立許可及監督要點》。若要成私立學校是依據《私立學校法》設立登記為「學校財團法人」，私立醫院依照《醫療法》設立登記為「醫療財團法人」。又《兒童及少年福利法》對兒童及少年福利性質的機構，《老人福利法》對老人福利性質的機構，亦有登記為財團法人的相關規定。
相對於財團法人要求財產作為成立條件，要成立非營利性質的社團法人，則是以成員為條件，據《人民團體法》應有至少30名社員，通常以「協會」為名號。若是人數少的非營利組織，比方說向政府登記立案的演藝團體，在法律上則不具法人地位。若要成立具營利性質的社團法人，則要依據公司法對各類型公司規定的設立條件，成立公司。一般的商店行號屬於獨資企業及合夥企業的型態，是不具法人資格的營利事業，依照商業登記法而設立。

### 日本
日本稱為財團法人（日语：／ zaidan hōjin），並細分為「公益財團法人」及「一般財團法人」。

### 韓國
韓國稱為財團法人（韓語：재단법인）。

### 德國
德國的法律體制中，由財產作為法人基礎而成立的集合體，稱為「Stiftung」（以下稱為財團）。在德國的法律體制中，財團並不當然就是民法上的法人，因為也包括了無法人地位的財團。一般而言，德國的學說見解會將具有法人身份的財團稱為自主性的財團（Selbstaendige Stiftung），將沒有法人身份的財團稱之為非自主性的財團（Unselbstaendige Stiftung）。
另外一個重要的區別是，德國有「公法上的財團」與「私法上的財團」。德國具有法人身份的財團，也不一定是公益性團體，可以區分為公益性財團以及私益性財團，公益性財團是為公益目的服務的財團，如教育、醫療、文化保存、環保、體育等有助於社會利益的活動，私益的財團，例如在德國經常有家族財團。由於德國法制上，並不將財團規定為得要是公益性財團，所以，財團的租稅優惠，是採實質審查，並非所有財團都享有租稅減免，必須是公益財團並且符合德國租稅通則有關公益目的的規定。由於德國是基督教國家，財團還有教會與世俗之分。

### 中國大陸
中華人民共和國管理財團法人的法律為《基金會管理條例》，並定義基金會是「是指利用自然人、法人或者其他组织捐赠的财产，以从事公益事业为目的，按照本条例的规定成立的非营利性法人」，依據基金會是否向公眾募捐分為兩大類，該條例也將基金會分為境內與境外。

### 美國
歐陸法系國家，其法體系有公法及私法的區分。而美國是屬於英美法系的國家，其「法人」在法體系的定位方法上，並未創設公、私法的體系來運作，亦無區別公、私法人的必要，在發生爭議時，一切事務都由普通法院來處理。由於沒有公、私法人區別的問題，在非營利組織的討論上，政府組織往往與非營利組織並列討論，甚至有的地方政府，其營運方式與一般法人的結構亦相當類似。
在美國的法律體系中，沒有如同德國等歐陸法系國家所具有的「財團法人」制度。英美法系國家對具有非營利、公益性質基金會的法律性質規定，主要採非營利公司（Nonprofit Corporation）和公益信托（Charitable Trust）的形式為之。公益信託是以資財為核心，信用為基礎，委託為方式的財產管理制度。

## 外部連結
- 如何設立財團法人「基金會」？成立後哪些運作會被政府管？  （页面存档备份，存于）
- 【圖解】法人是什麼？跟自然人差在哪？1分鐘了解法人概念 （页面存档备份，存于）